# ¡Ay, Bendito!
¡Ay, Bendito! es una frase puertorriqueña, forma abreviada de "¡Ay, Bendito sea Dios!". A veces es abreviada aún más, como ¡Bendito!, o incluso "¡'Dito!"
Específicamente, la frase Ay bendito (denota) se entiende por:
- Una expresión de compasión, pena, empatía, congoja o tristeza sobre una situación adversa (y sobre el ser humano que la sufre), o
- El acto de sentir tal compasión, y/o ayudar o asistir al que sufre tal situación.

El "Ay bendito" (en el segundo contexto) ha sido tradicionalmente considerada como una característica deseable y definitoria de la siquis colectiva puertorriqueña. La frase es comúnmente usada por los puertorriqueños como interjección, con una frecuencia similar a "¡órale!" en México, por ejemplo. A los puertorriqueños se le conoce en América Latina como "El pueblo del Ay Bendito", e incluso una popular canción puertorriqueña, llamada "Esos no son de aquí", escrita por Rafael Hernández Marín hace referencia explícita de este hecho, en las líneas "Los que dicen 'Ay, Bendito'/Esos sí, esos sí".
Sin embargo, dentro del contexto sociológico de Puerto Rico, al Ay bendito se le define a veces como una preocupación (a veces poco saludable) por el que sufre que motiva al que ofrece la ayuda a sacrificarse con tal de que el que sufre mejore su situación. Por tanto, la expresión puede llevar a veces una connotación peyorativa si el acto de ayudar al sufrido ocurre en detrimento de la parte que lo ofrece. Esta connotación también puede ser evidente si quien ayuda es considerado un mandón o entrometido, o cuando el "sufrido" realmente no lo es y se aprovecha irrazonablemente de la ayuda que se le ofrece. (En este contexto, una expresión peyorativa usada comúnmente en Puerto Rico es: "El 'Ay, Bendito' es el primo hermano de 'Jódete'").
A la expresión se le deletrea a veces incorrectamente como "hay bendito" (debido al uso incorrecto del homófono "hay").
Para tenerlo más claro; "Ay bendito" es como "pobrecito" o "bendito sea dios" según la situación en la que se diga la palabra.
- Datos: Q9098017